# Jacobo de Saboya-Nemours
Jacobo de Saboya, 2° duque de Nemours (Vauluisant, 12 de octubre de 1531 - Annecy, 18 de junio de 1585) se convirtió en duque de Nemours en 1533. Fue hijo de Felipe de Nemours y de Charlotte d'Orléans-Longueville.
Se distinguió en los sitios de  Lens y Metz (1552-1553), en la batalla de Renty (1554) y en la campaña del Piamonte (1555).
Católico, era partidario durante las Guerras de religión de Francia, de la casa de Guisa, y tuvo que retirarse por un tiempo a Saboya como consecuencia de un complot. A su regreso a Francia combatió contra los hugonotes, felicitándose a sí mismo por sus éxitos en el Delfinado y Lyon. En 1567 indujo al tribunal a regresar de Meaux a París, tomó parte en la batalla de Saint Denis, protestó en contra de la paz de Longjumeau del 22 de marzo de 1568, y rechazó la invasión de Wolfgang, Conde Palatino de Zweibrücken. Dedicó sus últimos años a las letras y el arte, y murió a Annecy.
Se casó en Saint-Maur-des-Fossés el 5 de mayo de 1566 con Ana de Este, hija de Hércules II de Este y Renata de Francia, y la viuda de Francisco I de Guisa. De esta unión nacieron:
- Carlos Manuel (1567-1595), duque de Nemours;
- Margarita (1568-1572);
- Enrique (1572-1632), duque de Nemours, con el nombre de Enrique I.
- Robert (1577-1661), casado con Marye Caraway/Caillouel (1580-1670) y tuvieron:
  - René Lavoie (1601-1697) que caso con Isabeau Bélanger (1607-1670) y tuvieron a: 
    - René Lavoie (1628-1696) que caso con Anne Godin (1639-1678) y tuvieron a:
      - René Lavoie (1657-1731)
      - Jean François Lavoie (1660-1721)
      - Anne Lavoie (1664-1686)
      - Pierre Lavoie (1666-1736)
      - Jacques Lavoie (1669-1752)
      - Marie-Madeleine Lavoie (1672-1743)
      - Brigitte Lavoie (1675-1748)
      - Joseph Lavoie (1678-1727)

## Ficción
Una versión ficticia del segundo duque de Nemours sirve como el interés amoroso, en la novela temprana La Princesa de Clèves, que tiene lugar en la corte de Enrique II de Francia. Le sucedió como duque de Nemours su hijo, Carlos Manuel de Saboya-Nemours.